# 신송훈
신송훈(한국 한자: 申松勳, 2002년 11월 7일 ~ ) 은 대한민국의 축구 선수이자, 현재 충남 아산 FC 소속의 골키퍼다.

## 수상
김천 상무
- K리그2 : 우승 (2023)